# گوهرمرغ شکم‌بلوطی
گوهرمرغ شکم‌بلوطی (نام علمی: Doliornis remseni) نام یک گونه از تیره گوهرمرغان است.